# Liste der uruguayischen Botschafter in Jamaika
Die Liste der Botschafter Uruguays in Jamaika stellt einen Überblick über die Leiter der uruguayischen diplomatischen Vertretung in Jamaika seit dem 20. Juni 1990 bis heute dar.
| Name            | Besonderheiten | Ernennung      | Amtsende |
| --------------- | -------------- | -------------- | -------- |
| Gastón Lasarte  |                | 20. Juni 1990  |          |
| Raúl Lago       |                | 25. April 1994 |          |
| Ariel Bergamino |                | 11. Juni 2012  |          |

Quelle: 